# Choli
A choli a derekat szabadon hagyó felső. Főleg Indiában, Srí Lankán, Bangladesben és azon országokban hordják, ahol a szári viselése elterjedt.

## A ruha jellemzése
A choli egy szűk fazonú, rövidujjas, mélyen kivágott blúz, melynek rövid szabása szabadon hagyja a köldököt. Ez a stílus kimondottan alkalmas a fülledt dél-ázsiai nyarak elviseléséhez. A nyitott hát és az elülső kivágás már a korabeli divat hatása.
Gyakran a szárik varrásakor megmaradt anyagból egy hozzáillő cholit is varrtak, bár nem muszáj passzolniuk. Manapság elterjedt a kényelmes, elasztikusabb anyagokból készített cholik viselése.
A hagyományos cholit melltartó nélkül hordták (ahogyan némely képeken látható a lejjebb lévő képtárban). Manapság sok dél-ázsiai nő hord egy finom melltartót a choli alá. A drága, tervezett cholik eleje már megerősített, így nincs szükség melltartóra, tehát nyitott hátú és vállat nem takaró cholik gond nélkül hordhatóak.

## Viselése
A gudzsaráti és radzsasztáni nők a cholit cigányszoknyával vagy lehngával is hordják. Cholijaik bővebbek és gazdagon díszítettek hímzéssel, apró tükrökkel.
A nők szintén cholit (ez általában ujjatlan) hordanak egy félig átlátszó kameez alá is.
Az irodai szabályok tiltják a túl rövid, ujjatlan cholik hordását, hasonlóan mint fegyveres erőknél szolgáló nők a szári egyenruhához  egy háromnegyedes ujjhosszúságú pólót hordanak a szoknya derekába tűrve.
Néhány nyugati nő a hastáncos kosztüm részeként viseli a cholit, amelynek nyitott a háta (csak zsinórok tartják a ruhát hátul össze), így a közönségnek jobb a rálátása a táncos mozdulataira.

## Choli képtár

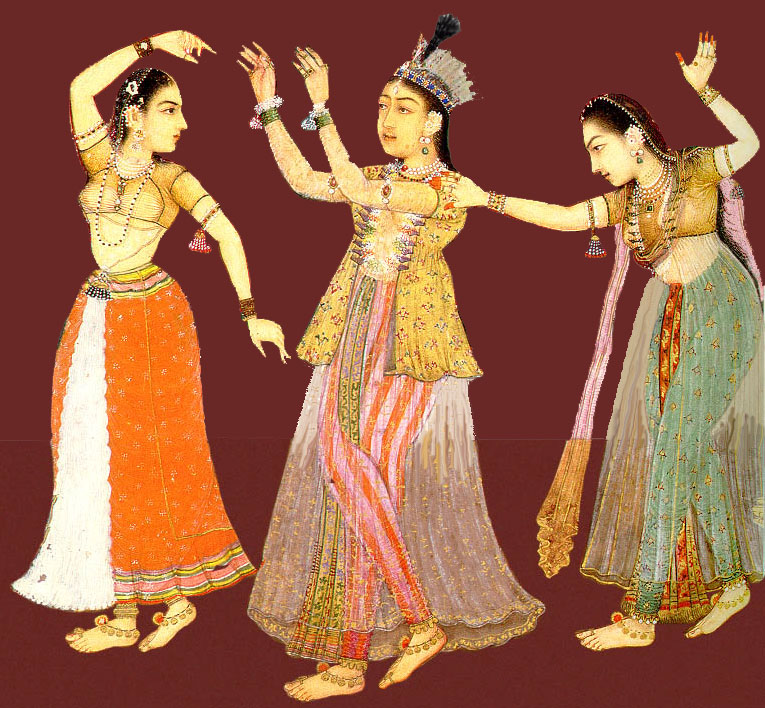
Choli-lehnga ruhában táncoló nők
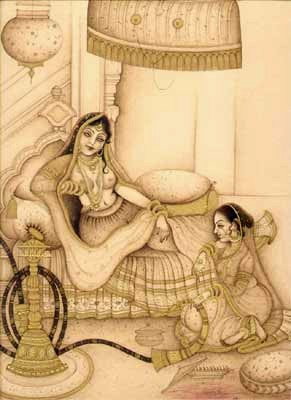
Rajput hercegnő choli-lehngában
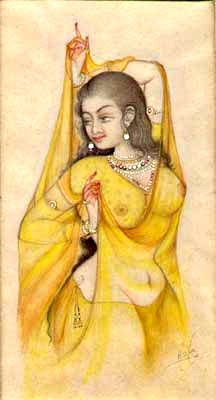
Choli-lehnga együttes tavaszi színekben
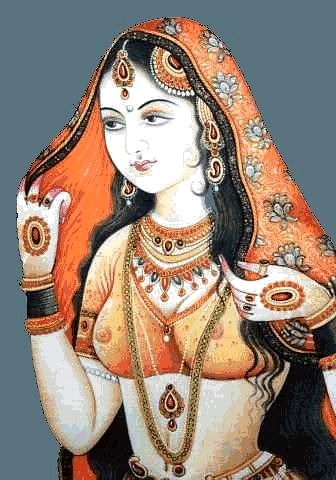
Maharani egy csábító cholit viselve dupattával